# Strausberg
Strausberg este un oraș din landul Brandenburg, Germania.

## Geografie
Strausberg este situat la 30 km est de Berlin.

## Orașe înfrățite
- Dębno - Polonia (1978)
- Frankenthal - Germania (1990)
- Terezín - Cehia (1998)

## Imagini

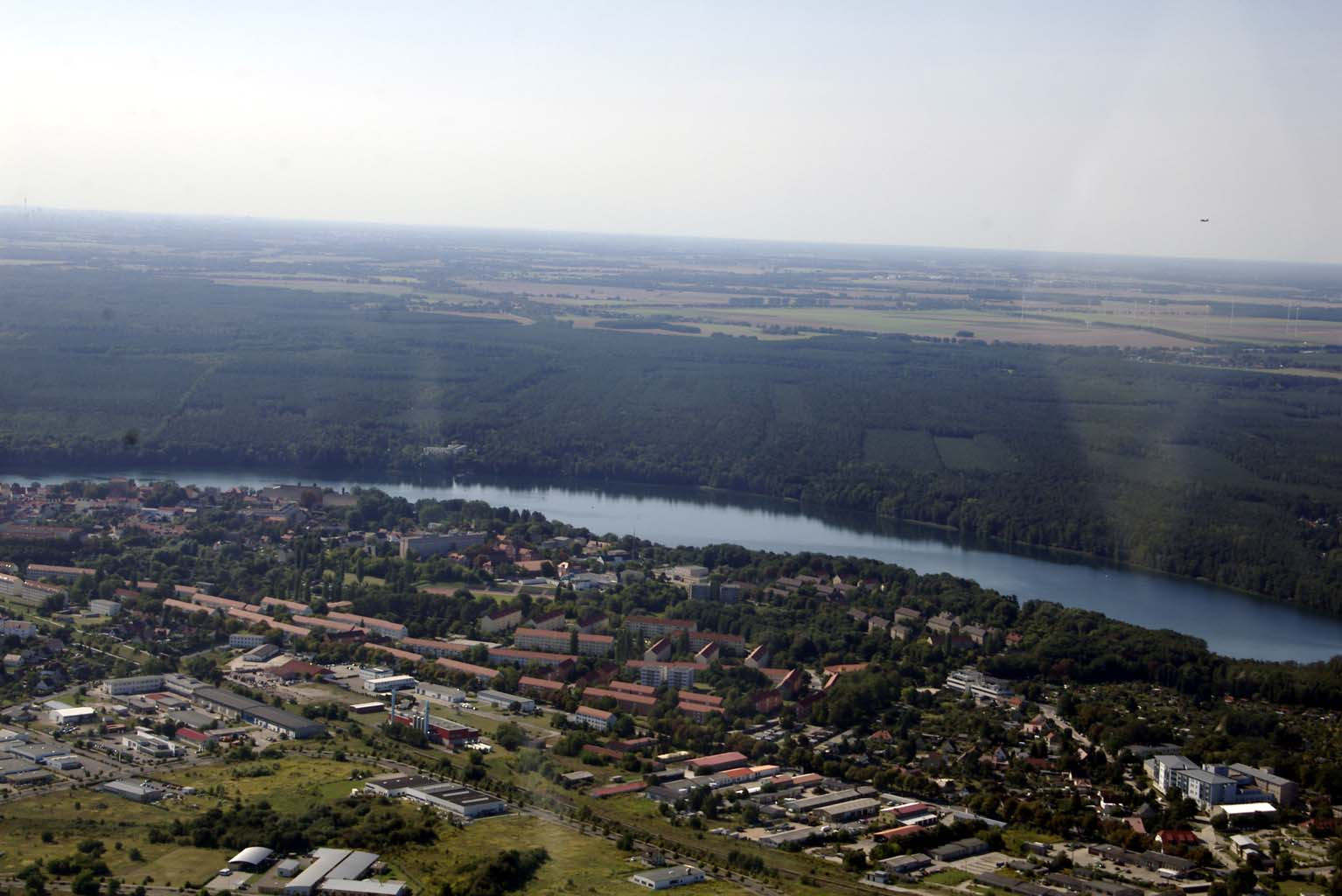
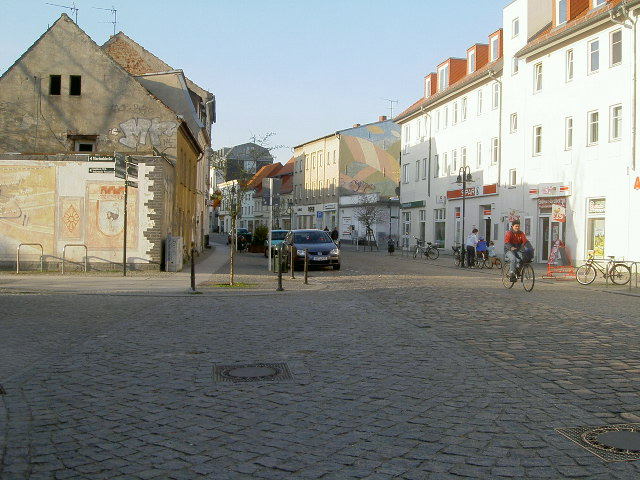
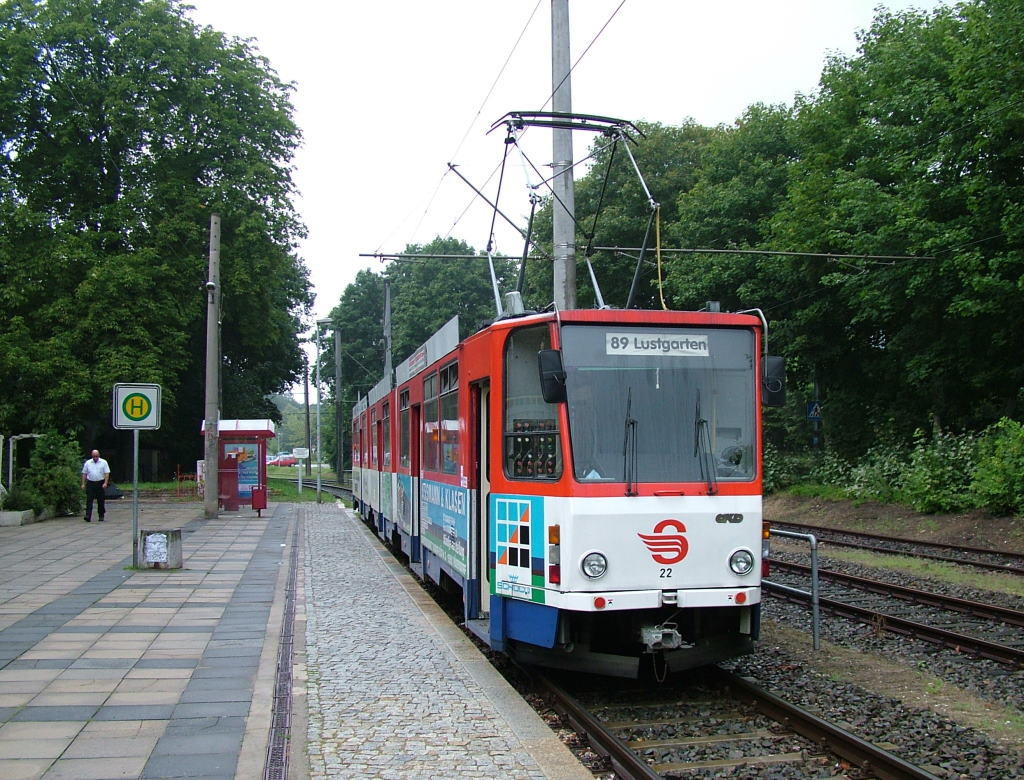